# Avia S-199
Avia S-199 – czechosłowacki samolot myśliwski z drugiej połowy lat 40. XX w. Przy jego budowie wykorzystano plany konstrukcyjne i części do samolotów Luftwaffe pozostałe po zakończeniu II wojny światowej. Samolot okazał się nieudaną konstrukcją, trudną w pilotażu, o czym świadczy przydomek, jaki nadali mu czechosłowaccy piloci – Mezek (muł), i o niewielkiej wartości bojowej. W walce został użyty przez Izraelskie Siły Powietrzne w czasie wojny o niepodległość w 1948 roku.

## Historia konstrukcji

Silnik Junkers Jumo 211 eksponowany w MLP w Krakowie

Po wojnie zakłady Avia kontynuowały produkcję Messerschmittów Bf 109G pod oznaczeniem Avia S-99, wkrótce jednak wyczerpał się zapas silników Daimler-Benz DB 605. Zamiast nich postanowiono zastosować zespół napędowy bombowca Heinkel He 111 – silnik Junkers Jumo 211 wraz z trójłopatowym śmigłem. "Hybryda" otrzymała oznaczenie Avia S-199. Połączenie okazało się niezbyt szczęśliwe – zastępczy silnik był zbyt ciężki i mniej wydajny. Duży moment obrotowy śmigła sprawiał, że sterowanie było bardzo utrudnione; w połączeniu z wąskim rozstawem kół podwozia głównego Messerschmitta czyniło to start i lądowanie bardzo ryzykownym. Później ujawniła się kolejna wada – nieprawidłowa praca synchronizatora karabinu maszynowego mogła powodować odstrzelenie własnego śmigła.

## Zastosowanie

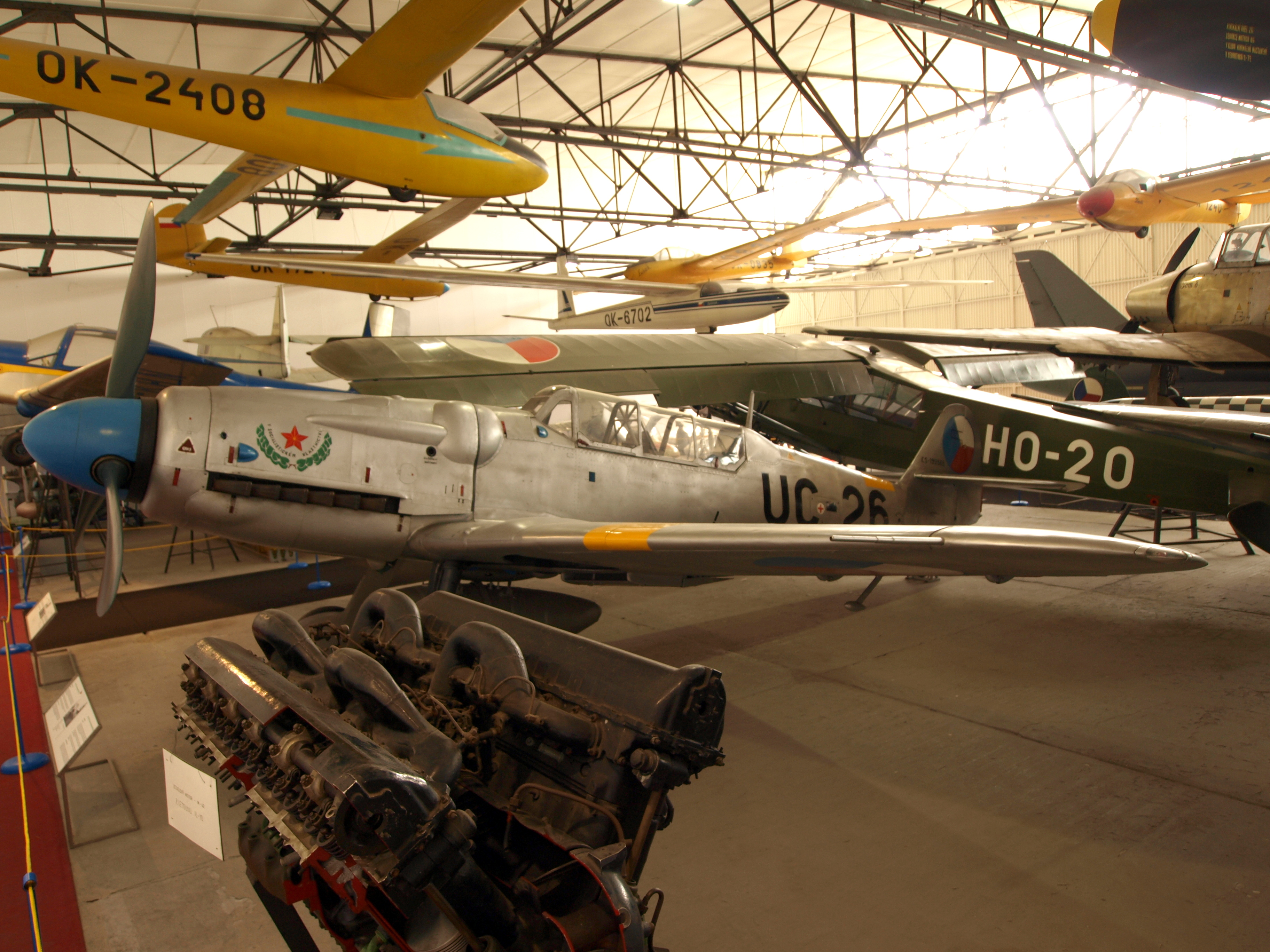
Avia CS.199; Letecké muzeum Kbely

Od 1947 do 1949 wyprodukowano 550 Avii S-199, wliczając w to wersje szkolne CS-199 (uzbrojona) i C-210 (pozbawiona uzbrojenia). Samolot pozostawał w służbie czechosłowackiej do 1957.
Avia S-199 stała się również pierwszym samolotem myśliwskim Izraelskich Sił Powietrznych. Mimo embarga na dostawy broni agenci izraelscy zdołali zamówić 25 samolotów. Pierwsze egzemplarze dotarły 20 maja 1948, sześć dni po ogłoszeniu niepodległości przez Izrael. Po raz pierwszy wzięły udział w walce 29 maja, atakując egipskie pozycje w rejonie mostu Ad Halom koło Tel Awiwu. Wady konstrukcji i kłopoty z obsługą sprawiały, że przeciętnie tylko 5 maszyn jednocześnie było zdolne do lotu. Wycofano je ze służby w październiku 1948. Jeden egzemplarz Avii S-199 eksponowany jest w muzeum Izraelskich Sił Powietrznych w Chacerim, dwa egzemplarze (S-199 i CS-199) zachowane zostały w Muzeum Lotnictwa Kbely w Pradze.